# Künzelsau
Künzelsau è una città tedesca di 16228 abitanti, situata nel land del Baden-Württemberg e capoluogo del circondario di Hohenlohe.

## Economia
La città è sede del Gruppo Würth, attivo a livello globale principalmente nella vendita all'ingrosso di prodotti per la tecnologia di fissaggio ed assemblaggio.